# Norman R. "Bud" Poile Trophy
Il Norman R. "Bud" Poile Trophy è un premio annuale della American Hockey League che viene assegnato alla squadra con il record migliore della Western Conference. In precedenza il premio è stato assegnato alle squadre vincitrici della West Division (2002-2003), della Western Conference (2004-2011) e della Midwest Division (2012-2015).
Il trofeo è intitolato a Norman R. "Bud" Poile, membro della Hockey Hall of Fame.

## Vincitori
| Vittorie | Squadra                |
| -------- | ---------------------- |
| 4        | G. Rapids Griffins     |
| 3        | Chicago Wolves         |
| 2        | Milwaukee Admirals     |
| 1        | Ontario Reign          |
| 1        | Hamilton Bulldogs      |
| 1        | Manitoba Moose         |
| 1        | Om. Ak-Sar-Ben Knights |
| 1        | Rochester Americans    |
| 1        | Houston Aeros          |

### Campioni della West Division (2002-2003)
| Stagione | Squadra            | Titolo |
| -------- | ------------------ | ------ |
| 2001-02  | G. Rapids Griffins | 1      |
| 2002-03  | Houston Aeros      | 1      |

### Campioni della stagione regolare in Western Conference (2004-2011)
| Stagione | Squadra                | Titolo |
| -------- | ---------------------- | ------ |
| 2003-04  | Milwaukee Admirals     | 1      |
| 2004-05  | Rochester Americans    | 1      |
| 2005-06  | G. Rapids Griffins     | 2      |
| 2006-07  | Om. Ak-Sar-Ben Knights | 1      |
| 2007-08  | Chicago Wolves         | 1      |
| 2008-09  | Manitoba Moose         | 1      |
| 2009-10  | Hamilton Bulldogs      | 1      |
| 2010-11  | Milwaukee Admirals     | 2      |

### Campioni della Midwest Division (2012-2015)
| Stagione | Squadra            | Titolo |
| -------- | ------------------ | ------ |
| 2011-12  | Chicago Wolves     | 2      |
| 2012-13  | G. Rapids Griffins | 3      |
| 2013-14  | Chicago Wolves     | 3      |
| 2014-15  | G. Rapids Griffins | 4      |

### Campioni della stagione regolare in Western Conference (2016-)
| Stagione | Squadra       | Titolo |
| -------- | ------------- | ------ |
| 2015-16  | Ontario Reign | 1      |